# Patayan
Les Patayans sont un ancien peuple natif américain ayant vécu en Californie et au sud de l'Arizona. 
Ce peuple, très mal connu et peu étudié, est composé de chasseurs-cueilleurs semi-nomades puis sédentaires. Des constructions en matières périssables semblent indiquer l'existence de campements provisoires.
Ils se nourrissaient principalement de lapins, d'antilopes, de chèvres et de poissons mais aussi de fruits de cactus ou d'agaves. L'agriculture, et notamment la culture du maïs, se développera avec l'apparition d'installations permanentes). Ils connaissaient l'arc et le panier et savaient travailler le bois, l'os et la céramique. Cette utilisation de la céramique semble se faire à partir de 700 ap. J-C. Au moins trois types de céramiques ont été découverts : Patayan I (700-1000), Patayan II (1000-1500) et Patayan III (à partir de 1500). Le type I, composé de cinq céramiques différents, est limité à des objets réduits. Cela change avec le style II qui correspond à un essor de la civilisation patayan et à un changement pictural et technologique dans l'art de la céramique. Le type III marque ensuite un nouveau changement civilisationnel avec l'apparition de villages sédentaires conjuguée à un savoir-faire nouveau en matière d'irrigation et de travail agricole.
Les Patayans sont également supposés être à l'origine de grande intailles dont la signification n'est pas claire (ressources, religion... etc.).